# Delta IV
Il Delta IV è stato un razzo vettore della famiglia di razzi Delta progettati dalla divisione Integrated Defense Systems di Boeing. I razzi venivano costruiti a Decatur in Alabama dalla United Launch Alliance, che ne curava anche l'assemblaggio finale al sito di lancio. I razzi erano stati progettati nell’ambito del programma Evolved Expendable Launch Vehicle (EELV) della United States Air Force e per il lancio di satelliti commerciali, con l’obiettivo di ridurre costi e sforzo necessari per lanciare dei carichi utili in orbita. Il Delta IV era disponibile in cinque versioni, ognuna progettata per carichi utili di diversa dimensione e peso: Medium, Medium+ (4,2), Medium+ (5,2), Medium+ (5,4) ed Heavy. Il Delta IV era progettato primariamente per soddisfare i requisiti dei militari statunitensi.
I razzi venivano assemblati nella Horizontal Integration Facility e lanciati dal LC-37B della Cape Canaveral Air Force Station e dal SLC-6 della Vandenberg Air Force Base.

## Descrizione del lanciatore
Il primo stadio del Delta IV era composto da un Common Booster Core (CBC), propulso da un motore RS-68 di Rocketdyne; nel caso della variante Heavy, il razzo era dotato di tre CBC. La maggior parte dei motori che equipaggiavano il primo stadio di altri razzi utilizzavano combustibile solido o kerosene, mentre i motori RS-68 bruciavano idrogeno liquido ed ossigeno liquido.
L’RS-68 era il primo grande motore per razzo a propellente liquido progettato negli USA dai tempi della creazione dello Space Shuttle main engine (SSME), negli anni Settanta. L'obiettivo primario dello RS-68 consisteva nel ridurre i costi rispetto allo SSME. Fu ridotta la pressione della camera e l'impulso specifico, penalizzando così l'efficienza del motore; tuttavia, il tempo di sviluppo, il numero delle parti costituenti, il costo totale e il lavoro di assemblaggio furono ridotti a una frazione di quelli necessari per lo SSME, a dispetto della dimensione significativamente più grande dell’RS-68. Tipicamente, l’RS-68 era spinto al 102% per i primi minuti del volo, per poi passare al 58% di spinta prima dello spegnimento del motore principale. Nella variante Heavy, il motore del CBC principale veniva ridotto al 58% della spinta circa 50 secondi dopo il sollevamento, mentre i CBC aggiuntivi rimanevano al 102%. Questo permetteva al CBC principale di conservare del propellente e bruciare più a lungo. Dopo che i CBC aggiuntivi si separavano dal razzo, il CBC centrale tornava al 102% della spinta, per poi rallentare al 58% prima dello spegnimento.
Il motore RS-68 era assicurato alla struttura propulsiva inferiore del vettore con una struttura di spinta a quadripode ed incluso in uno scudo conico composito di protezione termica. Al di sopra della struttura di spinta, c'era un serbatoio per idrogeno liquido in isogriglia di alluminio seguito da un cilindro composito, chiamato corpo centrale (centerbody), un serbatoio in isogriglia di alluminio per l'ossigeno liquido. Lungo il CBC correva un tunnel per contenere cavi elettrici e per segnali ed un tubo per trasportare l'ossigeno liquido dal serbatoio all’RS-68. Il CBC aveva un diametro costante di 5 metri.
Il sistema di guida Redundant Inertial Flight Control Assembly (RIFCA) di L-3 Communications usato sul Delta IV era uguale a quello del razzo Delta II e differiva solo nel software gestionale date le differenze fra i due lanciatori. Il RIFCA era dotato di sei giroscopi laser e sei accelerometri che fornivano un alto grado di affidabilità.
Lo stadio superiore del Delta IV era praticamente identico a quello del razzo Delta III, tuttavia i serbatoi risultavano ridotti (nella variante da 4 metri di diametro) o ingranditi (nella variante da 5 metri). Il secondo stadio era propulso da un motore RL-10B2 di Pratt & Whitney, provvisto di un ugello carbon-carbon estendibile per aumentare l'impulso specifico. A seconda della variante del razzo, si utilizzavano due differenti interstadi per collegare primo e secondo stadio. Nella variante da 4 metri si utilizzava un interstadio a cono rovesciato che si restringeva dal diametro di 5 al diametro di 4 metri, mentre nella variante da 5 metri si utilizzava un interstadio cilindrico. Gli interstadi erano costruiti con materiali compositi.
Era disponibile una varietà di differenti ogive per incapsulare il carico utile. Un'ogiva derivata dal Delta III ridotta a 4 metri per la variante a 4 metri del lanciatore, mentre un’ogiva allargata da 5 metri di diametro per la variante da 5 metri. Nella versione Heavy del lanciatore venivano utilizzate o una versione più lunga dell'ogiva da 5 metri, oppure una carenatura da 5 metri in isogriglia di alluminio.
Il Delta IV entrò nel mercato dei lanciatori in un periodo in cui la capacità globale era già molto più alta della domanda. Inoltre, ebbe difficoltà ad inserirsi nel mercato dei lanci commerciali per il suo progetto non ancora collaudato e perché il costo di un Delta IV era superiore a quello dei vettori comparabili. Nel 2003, Boeing ritirò il Delta IV dal mercato commerciale a causa dei costi elevati e della bassa domanda. Tutti i lanci, ad eccezione di uno dei primi, sono stati pagati dal governo USA, con un costo fra i 140 e i 170 milioni di dollari.
Lanciatori comparabili:
Angara -
Ariane 5 -
Atlas V -
Lunga Marcia 5 -
Falcon 9 -
Proton

## Varianti

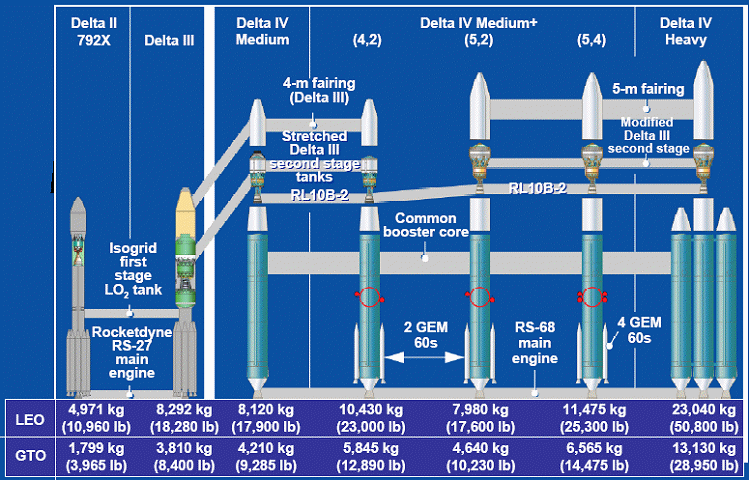
Evoluzione del Delta IV

Il Delta IV Medium (Delta 9040) era la variante base del Delta IV. Possedeva un singolo CBC ed un secondo stadio modificato del Delta III, con serbatoi da 4 metri di idrogeno liquido ed ossigeno liquido ed un'ogiva da 4 metri derivata da quella del Delta III. Il Delta IV Medium era in grado di lanciare 4210 kg (9285 lb) in orbita di trasferimento geostazionaria (GTO).
Il Delta IV Medium+ (4,2) (Delta 9240) era simile al Medium, ma utilizzava due razzi aggiuntivi Graphite-Epoxy Motor (GEM-60s) di Alliant Techsystems da 1,5 metri di diametro, per aumentare il peso del carico utile a 5 845 kg verso GTO.
Il Delta IV Medium+ (5,2) (Delta 9250) era simile al Medium+ (4,2), ma possedeva un'ogiva per il carico utile da 5 metri, un secondo stadio con un serbatoio per l'idrogeno liquido da 5 metri ed un serbatoio ingrandito per l'ossigeno liquido. A causa del peso supplementare della carenatura più larga e del secondo stadio, questa variante poteva portare 4 640 kg (10 230 lb) in GTO, quindi meno del Medium+ (4,2).
Il Delta IV Medium+ (5,4) (Delta 9450) era simile al Medium+ (5,2), ma utilizzava quattro GEM-60 invece di due, consentendo il trasporto di 6 565 kg (14 475 lb) in GTO.
Il Delta IV Heavy (Delta 9250H) era simile al Medium+ (5,2), ma utilizza due CBC aggiuntivi al posto dei GEM. Questi razzi impulsori venivano rilasciati in volo prima del rilascio del CBC principale. Il Delta IV Heavy inoltre presentava un'ogiva composita ingrandita da 5 metri di diametro. Era disponibile anche un'ogiva trisettore in alluminio derivata da quella del Titan IV, utilizzata per la prima volta nel volo DSP-23.
La capacità di sollevamento del Delta IV Heavy era di:
- orbita di trasferimento geostazionaria (GTO): 13 130 kg (28 950 lb), più di qualsiasi altro lanciatore attivo in quel momento, ad eccezione del Falcon Heavy di SpaceX.
- orbita geosincrona (GEO): 6 275 kg
- orbita di fuga: 9 306 kg
- C3 di 30 km²s−2: 5 228 kg
- C3 di 60 km²s−2: 2 521 kg

La massa totale al lancio della variante Heavy era di circa 733000 kg, molto meno dello Space Shuttle (2040000 kg).
Durante lo sviluppo del Delta IV venne anche considerata una variante Small. Questa avrebbe utilizzato il secondo stadio del Delta II, un terzo stadio opzionale Star 48 B di Thiokiol e l'ogiva del Delta II, tutto montato sopra un singolo CBC. La variante Small fu però accantonata nel 1999, probabilmente perché il Delta II aveva già una simile capacità di sollevamento.

## Termine del programma Delta
Il programma Delta è giunto al termine il 9 aprile 2024 con la missione NROL-70, svoltasi con l’ultimo volo di un Delta IV in variante Heavy. La variante Medium era già stata ritirata ad agosto 2019.
ULA ha terminato il programma per via degli elevati costi che lo rendevano poco appetibile sul mercato, come dimostra lo storico dei lanci composto principalmente da satelliti governativi. Con il Falcon Heavy di SpaceX come principale competitor, ULA ha sviluppato un nuovo lanciatore per payload di grossa taglia, il Vulcan, il cui lancio inaugurale si è tenuto l’8 gennaio 2024.

## Siti di lancio

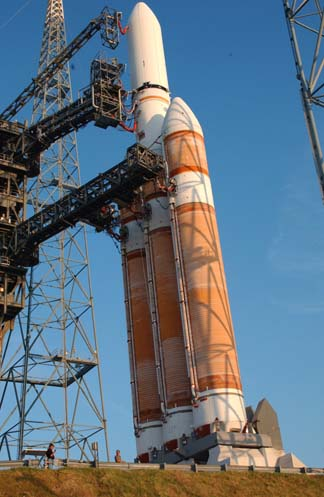
Il primo lancio di un Delta IV Heavy con tre Common Booster Core

I lanci del Delta IV si effettuavano da due siti. Nella costa orientale degli Stati Uniti era utilizzato il Launch Complex 37 (LC-37) della Cape Canaveral Air Force Station, che fu sede di numerosi lanci di razzi Saturn I e Saturn IB. Sulla costa occidentale, veniva utilizzato lo Space Launch Complex 6 (SLC-6) della Vandenberg Air Force Base per lanci con orbita polare ed alta inclinazione. Questo pad di lancio era stato inizialmente costruito per la stazione spaziale MOL della Air Force (progetto poi cancellato) e successivamente per lanci in orbita polare dello Space Shuttle, ma non fu mai effettivamente utilizzato per nessuno di questi scopi.
Il supporto al lancio in entrambi i siti era simile. Al pad di lancio si trovava una Mobile Service Tower (Torre di servizio mobile, MST) che consentiva accesso di servizio al lanciatore e protezione dal tempo atmosferico. In cima alla MST c'era un argano che consentiva di agganciare al veicolo il carico utile e i motori GEM-60. La MST veniva separata dal lanciatore diverse ore prima del lancio. A Vandenberg, il pad di lancio possedeva anche un Mobile Assembly Shelter (MAS), che racchiudeva completamente il razzo; a Cape Canaveral invece, il veicolo era parzialmente esposto nella sua parte inferiore.
Accanto al lanciatore era posizionata una Fixed Umbilical Tower (FUT), con due (nel caso di Vandenberg) o tre (a Cape Canaveral) bracci mobili. Questi bracci erano equipaggiati per dare supporto elettrico, idraulico, di controllo ambientale al veicolo. I bracci mobili venivano retratti a T-0 secondi dal lancio per prevenire urti con il veicolo.
Sotto il veicolo c'erauna tavola di lancio con sei Tail Service Mast (TSM), due per ogni CBC. La tavola di lancio forniva supporto al veicolo sul pad e i TSM fornivano ulteriore supporto e funzioni di rifornimento ai CBC. Il veicolo era montato sulla tavola di lancio con un Launch Mate Unit (LMU), agganciato al veicolo con dei giunti che si separavano al lancio. Sotto la tavola di lancio c'era un Fixed Pad Erector (FPE), che usava due pistoni idraulici per innalzare il veicolo in posizione verticale dopo che questo veniva trasportato dalla Horizontal Integration Facility (HIF). Sotto la tavola di lancio c'era un condotto per deflettere gli scarichi dei motori sia dal lanciatore che dalle strutture di supporto.
La Horizontal Integration Facility (HIF) era situata ad una certa distanza dal pad di lancio. Era un grande edificio nel quale i CBC e il secondo stadio del Delta IV venivano uniti al lanciatore e testati prima di essere trasportati al pad.
Gli spostamenti dei Delta IV, dalle varie strutture al pad di lancio, erano facilitati dall'uso degli Elevating Platform Transporters (EPT). Questi veicoli a gomma erano propulsi o con motori diesel o con motori elettrici. Gli EPT diesel venivano utilizzati per muovere il lanciatore dalla HIF al pad di lancio, mentre gli EPT elettrici erano utilizzati all'interno della HIF, dove la precisione degli spostamenti era importante.

## Assemblaggio del lanciatore

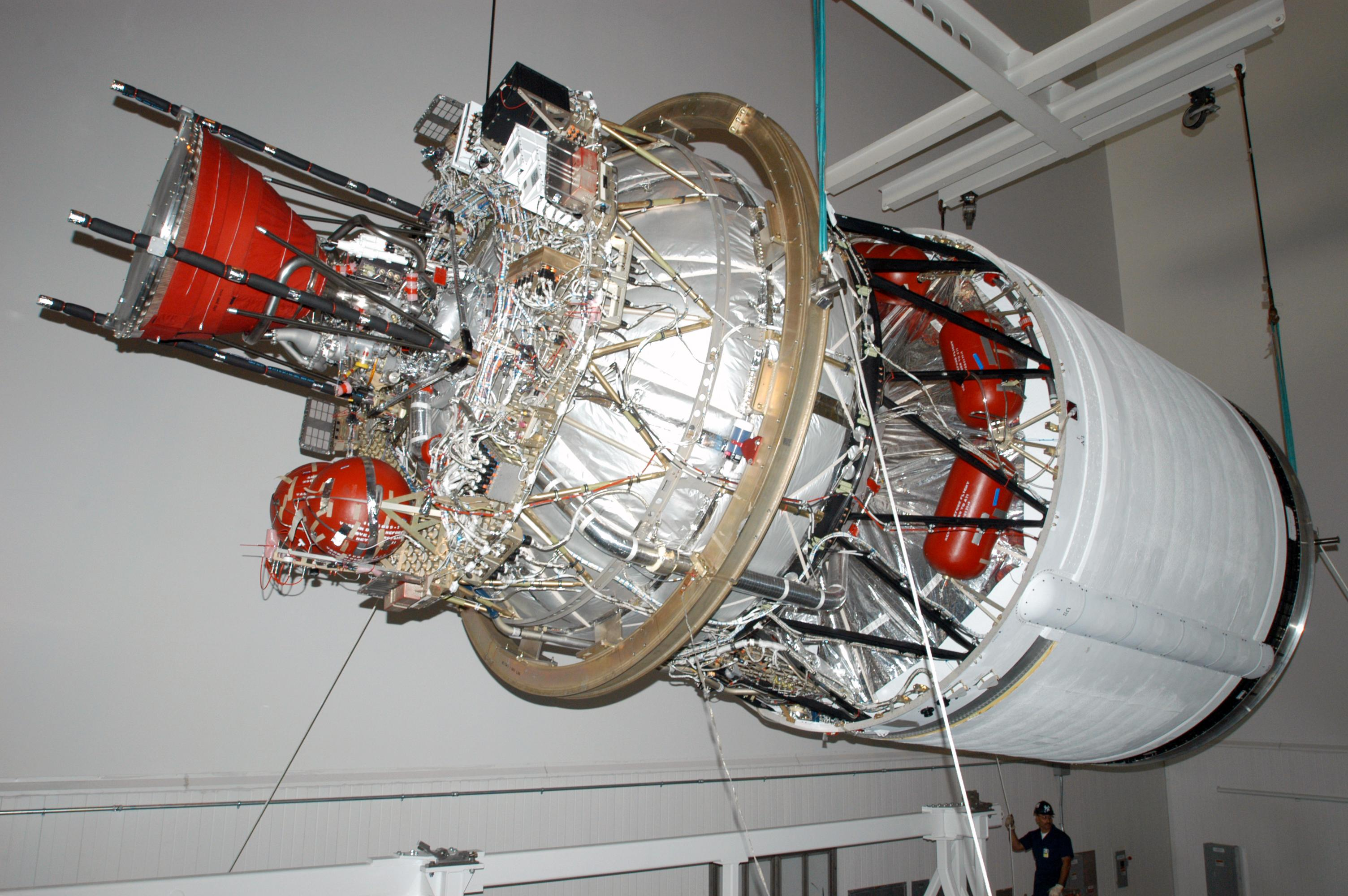
Secondo stadio di un Delta IV (diametro 4 metri)

I Delta IV erano assemblati con un processo che, secondo Boeing, avrebbe ridotto i costi e il tempo speso sul pad di lancio. I CBC erano costruiti da Boeing nella fabbrica di Decatur, in Alabama. Questi venivano poi caricati in un M/V Delta Mariner, una nave da trasporto, e trasportati poi al sito di lancio. Qui venivano scaricati e portati nella Horizontal Integration Facility (HIF), dove erano uniti al secondo stadio, trasportato al sito separatamente dal Delta Mariner. Inoltre, nel caso della variante Heavy, i tre CBC venivano uniti l'uno all'altro sempre nella HIF.
Dopo aver effettuato vari test, il lanciatore era trasportato orizzontalmente al pad di lancio, dove il Fixed Pad Erector (FPE) veniva utilizzato per sollevare il lanciatore in posizione verticale, all'interno del MST. A questo punto i motori GEM-60, se richiesti dalla variante, erano trasportati al pad di lancio e uniti al lanciatore. Dopo ulteriori test il carico utile, già contenuto nella sua ogiva, veniva trasportato al pad di lancio, sollevato lungo la MST con un argano ed agganciato al lanciatore. Infine, il giorno del lancio, la MST si allontanava dal lanciatore e il veicolo era così pronto per il lancio.

## Lanci del Delta IV

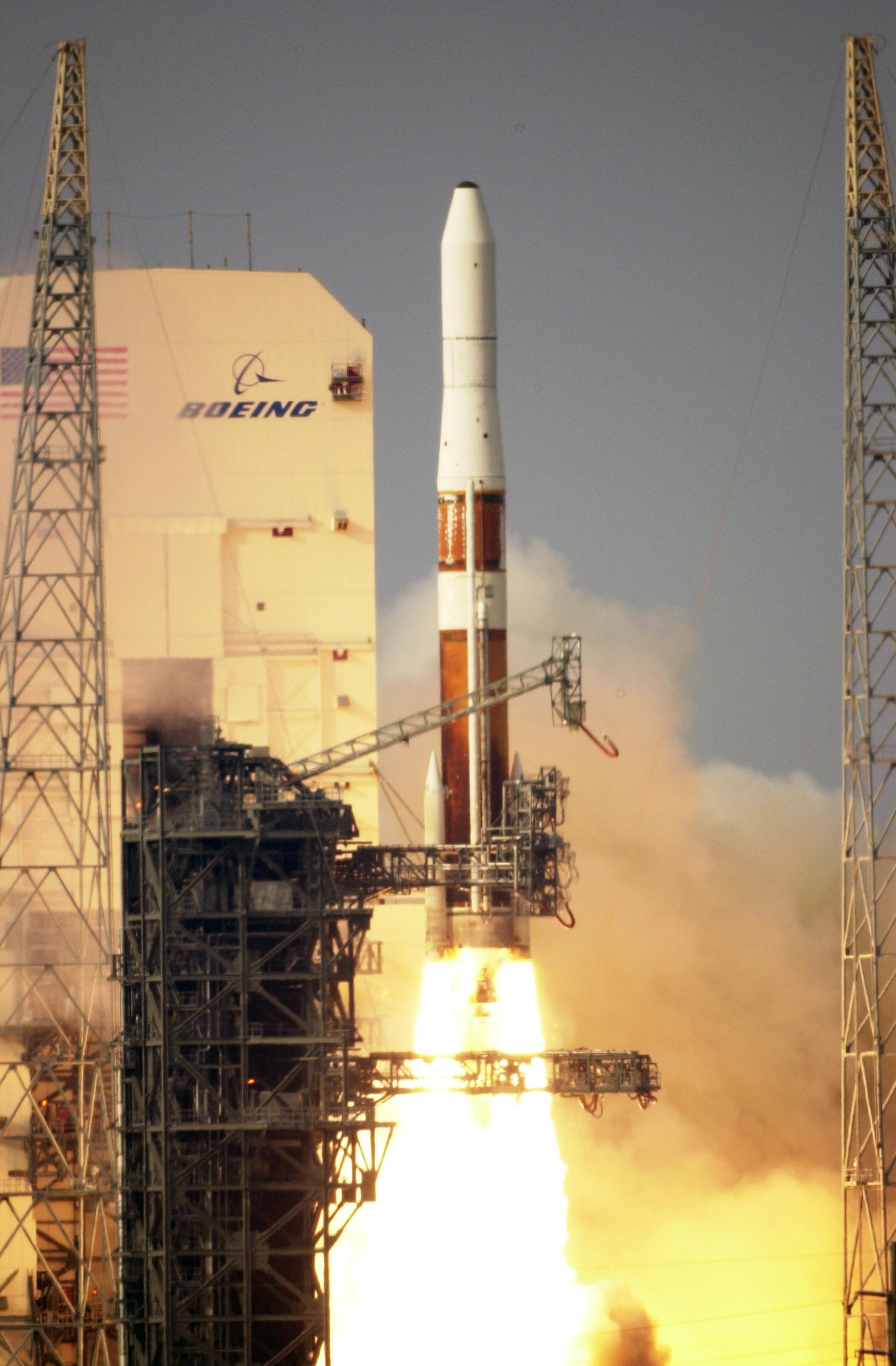
Lancio del GOES-N, trasportato da un Delta IV Medium+ (4,2)

### Lanci da menzionare
Il primo carico utile lanciato con un Delta IV fu un satellite per telecomunicazioni Eutelsat W5. La variante del lanciatore utilizzata era la Medium+ (4,2); il lancio avvenne da Cape Canaveral. Il satellite fu posizionato in orbita di trasferimento geostazionaria (GTO) il 20 novembre 2002.
Heavy Demo fu il primo lancio della variante Heavy, effettuato nel dicembre 2004, dopo un significativo ritardo dovuto alle cattive condizioni atmosferiche. A causa della cavitazione nelle linee del combustibile, i sensori registrarono uno scarico di propellente. I CBC aggiuntivi e successivamente il CBC principale si spensero prematuramente, anche se sufficiente carburante era ancora disponibile per continuare il volo come pianificato. Il secondo stadio cercò di compensare fino a che non terminò il proprio carburante. Questo lancio fu un test che trasportava un carico utile che consisteva in:
- DemoSat — 6020 kg; un cilindro di alluminio riempito con 60 barre di ottone — doveva essere posizionato in GEO, tuttavia a causa del problema ai sensori, il satellite non raggiunse quell'orbita.
- NanoSat-2, trasportato in orbita terrestre bassa (LEO) — trasportava due satelliti veramente piccoli di 24 e 21 kg rispettivamente, soprannominati Sparky and Ralphie — era prevista un'orbita di un giorno. Data la propulsione per un tempo minore di quanto previsto, i due probabilmente non hanno raggiunto un'orbita stabile[15].

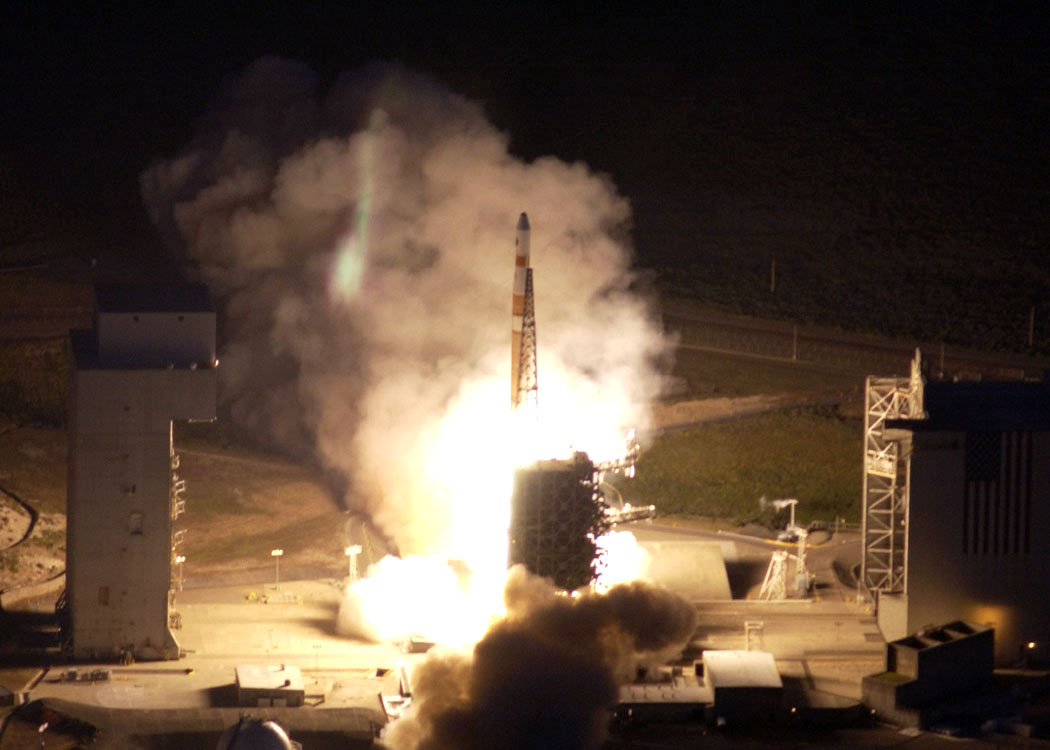
Vista aerea del lancio del NROL-22 launch da SLC-6 (USAF photo/Staff Sgt. Quinton Russ)

- NROL-22, un satellite per il National Reconnaissance Office (NRO), lanciato da un Medium+ (4,2) nel giugno 2006 in orbita HEO. Questo è stato il primo lancio di un Delta IV da SLC-6 della Vandenberg Air Force Base (VAFB).
- DSP-23 è stato il primo lancio di un carico utile non di test su un Delta IV Heavy. È stato anche il primo lancio di Delta IV commissionato alla United Launch Alliance, una joint venture fra Boeing e Lockheed Martin. Il carico utile principale consisteva nel 23º ed ultimo satellite di allerta missilistica del Defense Support Program, DSP-23. Il lancio è avvenuto alle 01:50:00 GMT dell'11 novembre 2007 da Cape Canaveral.[16]
- NROL-70 ha lanciato un satellite del NRO con un modello Heavy. Il lancio è avvenuto il 9 aprile 2024. Si è trattato dell’ultimo volo di un razzo Delta IV e, più ampiamente, dell’intero programma Delta.[10]